# London School of Economics
A London School of Economics and Political Science, rövidebben London School of Economics (LSE, ejtsd: eleszí) a Londoni Egyetem speciális jogokkal rendelkező részlege. London belvárosában, az Aldwych mellett fekszik. Nemzetközi rangsorok alapján a világ vezető társadalomtudományi és közgazdasági oktatási és kutatási intézete. Ezen rangsorok alapján társadalomtudmányokból csak az amerikai Harvard Egyetem előzte meg.

## Története
Az LSE-t 1895-ben a Fábiánus Társaság tagjai, Sidney és Beatrice Webb, Graham Wallas és George Bernard Shaw alapította. A London School of Economics számos kiválóságot adott a jog, történelem, közgazdaságtan, üzlet, irodalom, média és politika területéről. Volt diákjai között 52 volt, vagy jelenlegi kormány és államfő található és 20 jelenlegi tagja a brit alsóháznak. Jelenleg 28 százaléka (13 a 47-ből) a közgazdasági Nobel-díjaknak LSE-hez kötődő személyek kapták, emellett 4 Nobel Békedíj és két Irodalmi Nobel Díj is az intézményhez köthető. Az összes európai egyetem közül az LSE-n tanult a legtöbb milliárdos egy 2014-es felmérés szerint. Az LSE-ről kikerülő diákok keresik a legtöbbet bármelyik angol egyetemhez viszonyítva.

## Hallgatói voltak
- John F. Kennedy (az USA elnöke)
- Óscar Arias Sánchez, Costa Rica miniszterelnöke, Nobel-díjas
- Ralph Bunche (Nobel-díjas)
- Bertrand Russell (Nobel-díjas)
- Philip Noel-Baker (Nobel-díjas)
- Sir John Hicks (Nobel-díjas)
- Friedrich August von Hayek (Nobel-díjas)
- James Meade (Nobel-díjas)
- Sir Arthur Lewis (Nobel-díjas)
- Merton Miller (Nobel-díjas)
- Ronald Coase (Nobel-díjas)
- Amartya Sen (Nobel-díjas)
- Robert Mundell (Nobel-díjas)
- George Akerlof (Nobel-díjas)
- Juan Manuel Santos (Kolumbia elnöke, Nobel-díjas)
- Romano Prodi (olasz miniszterelnök)
- Cherie Booth (Tony Blair felesége)
- Edwina Currie (politikus, író, rádióbemondó)
- Mick Jagger (zenész)
- Sir David Attenborough (természetfilmes)
- Robert Kilroy (politikus, médiaszemélyiség)
- Soros György (milliárdos)
- Richard Layard (brit közgazdász)
- Haakon Magnus Norvégia koronahercege
- David Rockefeller (milliárdos)

## Külső hivatkozások
- Az LSE honlapja